# Hans Vanaken
Pour les articles homonymes, voir Vanaken.
Hans Vanaken, né le 24 août 1992 à Neerpelt en Belgique, est un footballeur international belge qui joue au poste de milieu de terrain au Club Bruges KV, dont il est actuellement le capitaine.
Il est un des seuls joueurs de l'histoire du championnat de Belgique à avoir remporté le Soulier d'or deux années de suite et, avec trois trophées, n'est devancé que par Paul Van Himst et il égale Wilfried Van Moer et Jan Ceulemans.

## Biographie

### En club

#### Débuts à Lommel
Formé au PSV Eindhoven, Hans Vanaken commence sa carrière professionnelle à Lommel United, club de deuxième division belge. Il joue son tout premier match le 20 mai 2010, à 17 ans contre la KAS Eupen, en entrant au jeu à la 72e minute en remplacement de Jason Oost, lors d’une défaite 0-1 à domicile. La saison suivante, il commence à jouer de plus en plus de matchs avec le club et inscrit son premier but en D2 le 13 novembre 2010, lors d’une victoire 2-3 sur la pelouse du FC Brussels. Il devient un titulaire incontestable lors de la saison 2011-2012 et dispute 33 matchs pour 9 buts et 4 passes décisives.
Pour sa dernière saison à Lommel, en 2012-2013, il inscrit 11 buts en 32 matchs dont un doublé dans une victoire 4-1 contre l'Excel Mouscron, le 5 avril 2013.

#### Révélation à Lokeren et première victoire en Coupe de Belgique (2013-2014)
En 2013, il rejoint le KSC Lokeren pour 175 000 euros et jouera en Pro League pour la première fois de sa carrière avec le club belge.
Après une bonne préparation, Peter Maes décide de le titulariser pour le tout premier match de la saison, au Lotto Park le 28 juillet 2013, contre le RSC Anderlecht, champion en titre. Du haut de ses 20 ans, Vanaken est l’énorme sensation du début de championnat en s’offrant un doublé incroyable contre les Mauves, permettant à son nouveau club de s’imposer 2-3 en ouverture du championnat.
Très vite, les médias parlent de lui comme d’un des plus gros talent du championnat et il inscrit un nouveau but contre Genk lors de la 4e journée le 17 août 2013, pour une victoire 3-1. L’excellente saison de Vanaken lance Lokeren vers une qualification pour les Play-offs 1 où, avec des cadors comme Anderlecht, le Standard ou encore le Club Bruges, Lokeren est loin d’être un favori pour la victoire finale. Vanaken fait néanmoins encore parler de lui en inscrivant trois buts en dix matchs et Lokeren termine la saison à une très belle cinquième place.
Si le classement en championnat est excellent, c’est bien en Coupe de Belgique que Lokeren va écrire l’histoire. Après avoir éliminé l’ASV Geel, Waasland-Beveren, Westerlo et Ostende, le club se retrouve en finale du tournoi après l’avoir déjà remporté en 2012.
Après 56 minutes de jeu contre Zulte Waregem, Vanaken botte un corner sur la tête d’Alexander Scholz qui trompe Sammy Bossut et inscrit l’unique but de la rencontre. À 20 ans, le milieu de terrain de Neerpelt remporte déjà un premier tournoi majeur alors qu’il joue dans une équipe “moyenne” du pays.

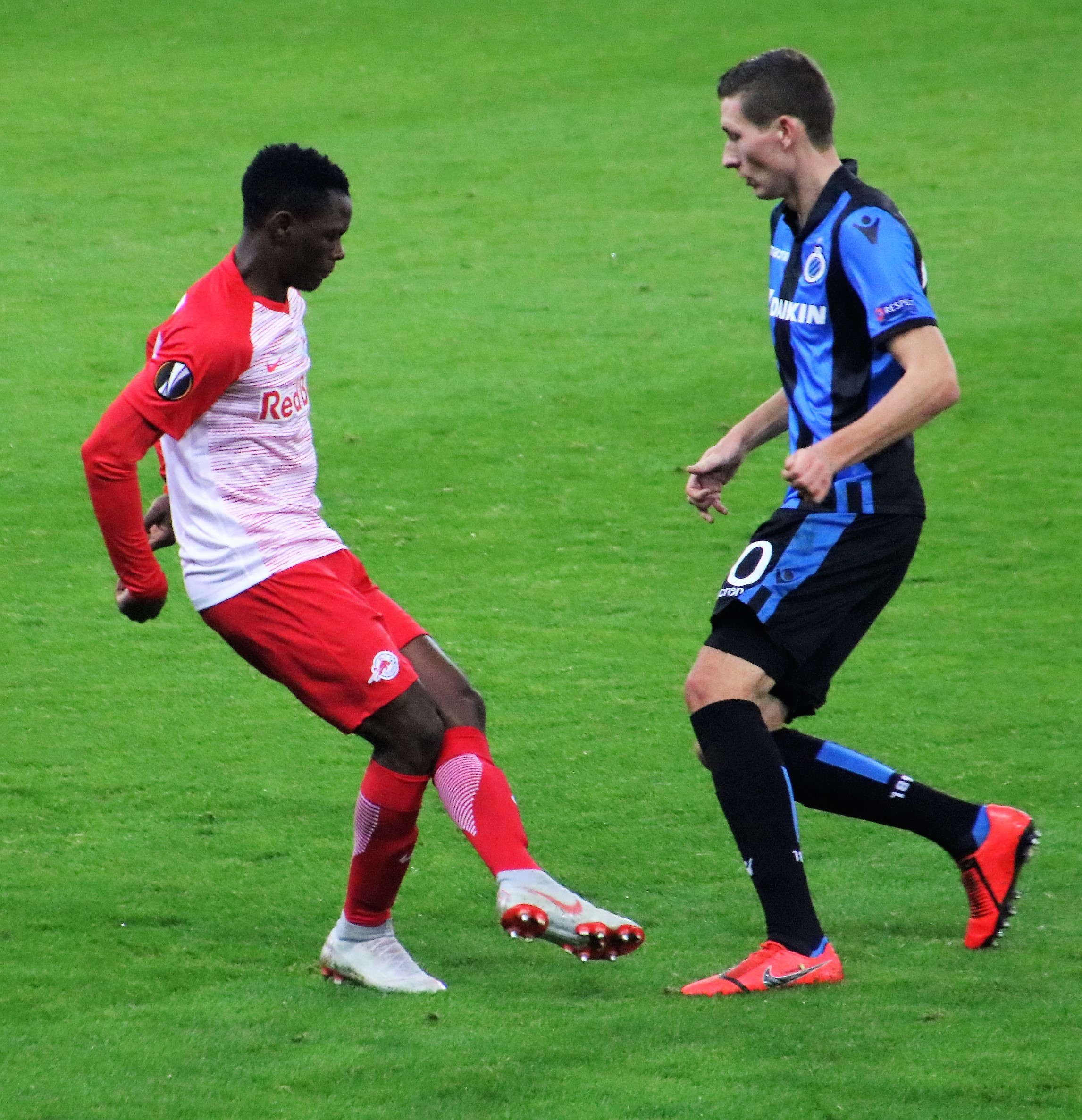
Vanaken avec Bruges face au Red Bull Salzbourg en Ligue Europa.

Après avoir fait très bonne impression pour ses débuts parmi l’élite, il est sur les tabloïdes de plusieurs gros clubs belges mais il décide de rester à Lokeren pour disputer l’Europa League.

#### Découverte de la Coupe d’Europe (2014-2015)
Grâce à sa victoire en Coupe, Lokeren est qualifié automatiquement pour le dernier tour préliminaire de l’Europa League et affrontent les anglais d’Hull City. Grâce à un but de Vanaken au match aller, les Flamands se qualifient pour les phases de groupe de la compétition où ils font partie d’un groupe avec le Legia Varsovie, Metalist Kharkiv et Trabzonspor. Après deux défaites lors des trois premiers matchs, le club est dans une position inconfortable et n’a plus le droit à l’erreur. Les hommes de Peter Maes s’imposent pour la deuxième fois contre le Metalist Kharkiv et terminent par une victoire 1-0 contre le Legia Varsovie grâce à un but de Vanaken. Malheureusement, ils sont éliminés à cause de la différence de but contrairement à Trabzonspor.
En championnat, Lokeren termine à une correct 8e place, à 7 points des play-offs 1 devant Malines ou encore Zulte Waregem. Vanaken boucle l’édition avec 8 buts et 8 passes décisives en 35 rencontres de championnat (en comptant les play-offs 2).
En fin de saison, le Club Bruges, qui n’a plus remporté le titre de champion depuis 11 ans, annonce la signature de Hans Vanaken pour 4 millions d’euros. Une grande histoire d’amour entre le club et le joueur est sur le point de débuter.

#### Première année et champion avec le Club Bruges
Il joue son premier match avec le Club Bruges le 16 juillet 2015 lors d’une défaite 1-0 contre La Gantoise en Supercoupe. Il inscrit ses deux premiers buts pour le Club deux mois plus tard en Coupe de Belgique lors des 1/16èmes de finale contre le Patro Eisden (0-4). Vanaken devient très vite titulaire au sein de l’équipe entraînée par Michel Preud'homme où il est entouré de joueurs comme Víctor Vázquez, Thomas Meunier, Ruud Vormer ou encore José Izquierdo.
Le club se qualifie pour les playoffs 1 et est un candidat sérieux pour le titre avec Anderlecht et La Gantoise, les deux derniers champions.
Après un 6 sur 6, les gazelles s’inclinent contre Anderlecht et Genk et doivent se ressaisir pour ne pas louper le titre. Lors de la cinquième journée, il est doublement décisif et permet à Bruges de gagner 5-0 contre Zulte Waregem avant de signer un doublé dans un match important gagné 1-4 sur la pelouse de La Gantoise. En tête du championnat, le Club a l’occasion d’être champion pour la premiere fois depuis 2015. Les Blauw en Zwart accueillent Anderlecht au Jan Breydel Stadion. Grâce à un doublé d’Abdoulaye Diaby avant la demi-heure, les hommes de MPH mènent 2-0 avant que Hans Vanaken n’inscrivent le troisième but à l’heure de jeu. Ils s’imposent finalement 4-0 et sont champions pour la première fois depuis 11 ans et Vanaken clôt la saison par 12 buts et 11 assists en 51 matchs.

#### Confirmation à Bruges
Hans Vanaken devient donc un titulaire indiscutable au sein de l'équipe. Il est au club depuis 2015 lorsque Michel Preud'homme était encore entraîneur du club . Puis il voit arriver Ivan Leko et remporte  une nouvelle fois le championnat en 2018 . Il remporte son premier soulier d'or en 2018. En 2019 Philippe Clement devient coach au Club Bruges KV et là même année est élu meilleur joueur de Belgique et reçoit son deuxième soulier d'or. Cette même année il transforme un pénalty et gagne le match 0-1 et marque un autre but contre LASK et remporte le match à domicile sur le score de 2-1 , ce qui qualifie le club en ligue des champions. Avec Clément il gagne 2 fois le championnat et se qualifie en Ligue des champions de l'UEFA mais est reversé en Ligue Europa puis éliminé en seizième de finale. Clément étant en froid avec Ruud Vormer , le laisse sur le banc et offre le brassard de capitaine à Hans Vanaken. En janvier 2022 Philippe Clément quitte le club et Alfred Schreuder le remplace avec lui , Vanaken remporte son troisième championnat consécutif  . Pendant l'été 2022 il reçoit une offre de transfert de West Ham United Football Club. Vanaken partagé  entre west ham et Bruges , les supporters decident de se mobiliser et créent un tifo à son image pour le convaincre de rester . Vanaken decide finalement de rester au club. Avec Carl Hoefkens comme  nouveau coach, il joue un rôle important dans la qualification du club en huitièmes de finale de ligue des champions.  Le 31 décembre 2022 Scott Parker  devient son nouvel entraîneur mais le club est éliminé en ligue des champions Vanaken ne pouvant rien faire pour améliorer le score contre Benfica Lisbonne Rik De Mil arrive pour la fin de la saison. Ce dernier qualifie le club en play off 1 et termine quatrième du championnat . Pour la saison 2023-2024 il sera entraîné par Ronny Deila

### En sélections nationales
Le 7 septembre 2018, il joue son premier match pour les Diables Rouges lors d'une rencontre amicale contre l'Ecosse que la Belgique remporte 4-0.

#### Euro 2020
Hans Vanaken joue sa première compétition internationale lors de l'Euro 2020 en ne disputant néanmoins qu'un seul match contre la Finlande. Malgré un but de Romelu Lukaku sur pénalty, les belges s'inclinent une nouvelle fois en quart de finale face à l'Italie, futur championne de l'édition, sur un score de 2-1. Les buteurs côté italien sont  Nicolo Barella et Lorenzo Insigne.

#### Coupe du monde 2022
Le 10 novembre 2022, il est sélectionné par Roberto Martínez pour participer à la Coupe du monde 2022,.

## Statistiques

### En club
| Saison                | Club                  | Championnat           | Championnat | Championnat | Championnat | Coupe(s) nationale(s) | Coupe(s) nationale(s) | Coupe(s) nationale(s) | Supercoupe | Supercoupe | Supercoupe | Compétition(s) continentale(s) | Compétition(s) continentale(s) | Compétition(s) continentale(s) | Compétition(s) continentale(s) | Autres compétitions | Autres compétitions | Autres compétitions | Autres compétitions | Total | Total | Total |
| Saison                | Club                  | Division              | M.          | B.          | P.d.        | M.                    | B.                    | P.d.                  | M.         | B.         | P.d.       | Comp.                          | M.                             | B.                             | P.d.                           | Comp.               | M.                  | B.                  | P.d.                | M.    | B.    | P.d.  |
| 2009-2010             | Lommel United         | Division 2            | -           | -           | -           | -                     | -                     | -                     | -          | -          | -          | -                              | -                              | -                              | -                              | TF                  | 2                   | 0                   | 0                   | 2     | 0     | 0     |
| 2010-2011             | Lommel United         | Division 2            | 16          | 1           | 3           | -                     | -                     | -                     | -          | -          | -          | -                              | -                              | -                              | -                              | TF                  | 3                   | 0                   | 0                   | 19    | 1     | 3     |
| 2011-2012             | Lommel United         | Division 2            | 32          | 9           | 4           | 2                     | 0                     | 0                     | -          | -          | -          | -                              | -                              | -                              | -                              | -                   | -                   | -                   | -                   | 34    | 9     | 4     |
| 2012-2013             | Lommel United         | Division 2            | 32          | 11          | 3           | 1                     | 1                     | 0                     | -          | -          | -          | -                              | -                              | -                              | -                              | -                   | -                   | -                   | -                   | 33    | 12    | 3     |
| Sous-total            | Sous-total            | Sous-total            | 80          | 21          | 10          | 3                     | 1                     | 0                     | -          | -          | -          | -                              | -                              | -                              | -                              | -                   | 5                   | 0                   | 0                   | 88    | 22    | 10    |
| 2013-2014             | KSC Lokeren           | Division 1            | 29          | 8           | 9           | 6                     | 1                     | 1                     | -          | -          | -          | -                              | -                              | -                              | -                              | PO1                 | 10                  | 3                   | 1                   | 45    | 12    | 11    |
| 2014-2015             | KSC Lokeren           | Division 1            | 29          | 5           | 6           | 3                     | 0                     | 0                     | 1          | 0          | 0          | C3                             | 6                              | 2                              | 0                              | PO2+BE              | 6+2                 | 3+0                 | 2+1                 | 47    | 10    | 9     |
| Sous-total            | Sous-total            | Sous-total            | 58          | 13          | 15          | 9                     | 1                     | 1                     | 1          | 0          | 0          | -                              | 6                              | 2                              | 0                              | -                   | 18                  | 6                   | 4                   | 92    | 22    | 20    |
| 2015-2016             | Club Bruges KV        | Division 1            | 26          | 6           | 5           | 6                     | 2                     | 0                     | 1          | 0          | 0          | C1+C3                          | 4+4                            | 0+0                            | 1+1                            | PO1                 | 10                  | 4                   | 4                   | 51    | 12    | 11    |
| 2016-2017             | Club Bruges KV        | Division 1A           | 29          | 6           | 3           | 2                     | 1                     | 0                     | 1          | 0          | 0          | C1                             | 6                              | 0                              | 0                              | PO1                 | 10                  | 3                   | 1                   | 48    | 10    | 4     |
| 2017-2018             | Club Bruges KV        | Division 1A           | 29          | 9           | 9           | 5                     | 3                     | 5                     | -          | -          | -          | C1+C3                          | 2+2                            | 0+0                            | 0+0                            | PO1                 | 10                  | 2                   | 3                   | 48    | 14    | 17    |
| 2018-2019             | Club Bruges KV        | Division 1A           | 30          | 11          | 13          | 1                     | 0                     | 0                     | 1          | 1          | 1          | C1+C3                          | 6+2                            | 2+0                            | 1+0                            | PO1                 | 10                  | 3                   | 4                   | 50    | 17    | 19    |
| 2019-2020             | Club Bruges KV        | Division 1A           | 29          | 13          | 3           | 6                     | 0                     | 0                     | -          | -          | -          | C1+C3                          | 10+2                           | 4+0                            | 0+0                            | -                   | -                   | -                   | -                   | 47    | 17    | 3     |
| 2020-2021             | Club Bruges KV        | Division 1A           | 30          | 8           | 7           | 3                     | 2                     | 0                     | -          | -          | -          | C1+C3                          | 6+0                            | 3+0                            | 0+0                            | PO1                 | 6                   | 3                   | 0                   | 45    | 16    | 7     |
| 2021-2022             | Club Bruges KV        | Division 1A           | 33          | 9           | 9           | 5                     | 1                     | 2                     | -          | -          | -          | C1                             | 6                              | 3                              | 1                              | PO1                 | 6                   | 2                   | 0                   | 50    | 15    | 12    |
| 2022-2023             | Club Bruges KV        | Division 1A           | 34          | 10          | 5           | 2                     | 0                     | 1                     | 1          | 0          | 0          | C1                             | 8                              | 0                              | 0                              | PO1                 | 6                   | 4                   | 1                   | 51    | 14    | 7     |
| 2023-2024             | Club Bruges KV        | Division 1A           | 29          | 5           | 7           | 5                     | 0                     | 0                     | -          | -          | -          | C4                             | 16                             | 7                              | 3                              | PO1                 | 9                   | 0                   | 1                   | 59    | 12    | 11    |
| 2024-2025             | Club Bruges KV        | Division 1A           | 29          | 9           | 11          | 6                     | 1                     | 2                     | 1          | 0          | 0          | C1                             | 12                             | 1                              | 1                              | PO1                 | 10                  | 1                   | 3                   | 58    | 12    | 17    |
| 2025-2026             | Club Bruges KV        | Division 1A           | 4           | 1           | 0           | -                     | -                     | -                     | 1          | 1          | 0          | C1                             | 3                              | 1                              | 0                              | -                   | -                   | -                   | -                   | 8     | 3     | 0     |
| Sous-total            | Sous-total            | Sous-total            | 302         | 87          | 72          | 41                    | 10                    | 10                    | 6          | 2          | 1          | -                              | 89                             | 21                             | 9                              | -                   | 77                  | 22                  | 17                  | 515   | 142   | 109   |
| Total sur la carrière | Total sur la carrière | Total sur la carrière | 440         | 121         | 96          | 53                    | 12                    | 11                    | 7          | 2          | 1          | -                              | 95                             | 23                             | 9                              | -                   | 100                 | 28                  | 21                  | 695   | 186   | 138   |

### En sélections nationales
| Saison                | Sélection             | Phases finales         | Phases finales | Phases finales | Phases finales | Éliminatoires CDM | Éliminatoires CDM | Éliminatoires CDM | Éliminatoires EURO | Éliminatoires EURO | Éliminatoires EURO | Ligue des Nations | Ligue des Nations | Ligue des Nations | Matchs amicaux | Matchs amicaux | Matchs amicaux | Total | Total | Total |
| Saison                | Sélection             | Compétition            | M              | B              | Pd             | M                 | B                 | Pd                | M                  | B                  | Pd                 | M                 | B                 | Pd                | M              | B              | Pd             | M     | B     | Pd    |
| --------------------- | --------------------- | ---------------------- | -------------- | -------------- | -------------- | ----------------- | ----------------- | ----------------- | ------------------ | ------------------ | ------------------ | ----------------- | ----------------- | ----------------- | -------------- | -------------- | -------------- | ----- | ----- | ----- |
| 2018-2019             | Belgique              | -                      | -              | -              | -              | -                 | -                 | -                 | 0                  | 0                  | 0                  | 1                 | 0                 | 1                 | 1              | 0              | 0              | 2     | 0     | 1     |
| 2019-2020             | Belgique              | -                      | -              | -              | -              | -                 | -                 | -                 | 2                  | 0                  | 0                  | -                 | -                 | -                 | -              | -              | -              | 2     | 0     | 0     |
| 2020-2021             | Belgique              | Euro 2020              | 1              | 0              | 0              | 2                 | 0                 | 0                 | -                  | -                  | -                  | 1                 | 2                 | 1                 | 3              | 0              | 0              | 7     | 2     | 1     |
| 2021-2022             | Belgique              | Ligue des nations 2021 | 2              | 0              | 0              | 4                 | 1                 | 3                 | -                  | -                  | -                  | 2                 | 0                 | 0                 | 2              | 2              | 1              | 10    | 3     | 4     |
| 2022-2023             | Belgique              | Coupe du monde 2022    | 0              | 0              | 0              | -                 | -                 | -                 | 0                  | 0                  | 0                  | 1                 | 0                 | 0                 | 1              | 0              | 0              | 2     | 0     | 0     |
| 2024-2025             | Belgique              | -                      | -              | -              | -              | 1                 | 0                 | 0                 | -                  | -                  | -                  | 2                 | 0                 | 1                 | -              | -              | -              | 3     | 0     | 1     |
| Total sur la carrière | Total sur la carrière | Total sur la carrière  | 3              | 0              | 0              | 7                 | 1                 | 3                 | 2                  | 0                  | 0                  | 7                 | 2                 | 3                 | 7              | 2              | 1              | 26    | 5     | 7     |

### Matchs internationaux
| Matchs internationaux de Hans Vanaken, | Matchs internationaux de Hans Vanaken, | Matchs internationaux de Hans Vanaken,                  | Matchs internationaux de Hans Vanaken, | Matchs internationaux de Hans Vanaken, | Matchs internationaux de Hans Vanaken,  | Matchs internationaux de Hans Vanaken, | Matchs internationaux de Hans Vanaken,                                 |
| #                                      | Date                                   | Lieu                                                    | Adversaire                             | Résultat                               | Compétition                             | Club                                   | Notes                                                                  |
| -------------------------------------- | -------------------------------------- | ------------------------------------------------------- | -------------------------------------- | -------------------------------------- | --------------------------------------- | -------------------------------------- | ---------------------------------------------------------------------- |
| 1                                      | 7 septembre 2018                       | Hampden Park, Glasgow, Écosse                           | Écosse                                 | V 4 - 0                                | Match amical                            | Club Bruges KV                         | Entre en jeu à la place de Eden Hazard à la 55e minute de jeu.         |
| 2                                      | 15 novembre 2018                       | Stade Roi Baudouin, Laeken, Belgique                    | Islande                                | V 2 - 0                                | Ligue des nations 2018-2019             | Club Bruges KV                         | Entre en jeu à la place de Eden Hazard à la 75e minute de jeu.         |
| 3                                      | 10 octobre 2019                        | Stade Roi Baudouin, Bruxelles, Belgique                 | Saint-Marin                            | V 9 - 0                                | Éliminatoires de l'Euro 2020            | Club Bruges KV                         | Titulaire.                                                             |
| 4                                      | 19 novembre 2019                       | Stade Roi Baudouin, Bruxelles, Belgique                 | Chypre                                 | V 6 - 1                                | Éliminatoires de l'Euro 2020            | Club Bruges KV                         | Titulaire.                                                             |
| 5                                      | 8 septembre 2020                       | Stade Roi Baudouin, Bruxelles, Belgique                 | Islande                                | V 5 - 1                                | Ligue des nations 2020-2021             | Club Bruges KV                         | Entre en jeu à la place de Kevin De Bruyne à la 80e minute de jeu.     |
| 6                                      | 8 octobre 2020                         | Stade Roi Baudouin, Bruxelles, Belgique                 | Côte d'Ivoire                          | N 1 - 1                                | Match amical                            | Club Bruges KV                         | Titulaire.                                                             |
| 7                                      | 14 octobre 2020                        | Laugardalsvöllur, Reykjavik, Islande                    | Islande                                | V 2 - 1                                | Ligue des nations 2020-2021             | Club Bruges KV                         | Entre en jeu à la place de Leandro Trossard à la 61e minute de jeu.    |
| 8                                      | 11 novembre 2020                       | Stade Den Dreef, Louvain, Belgique                      | Suisse                                 | V 2 - 1                                | Match amical                            | Club Bruges KV                         | Titulaire.                                                             |
| 9                                      | 30 mars 2021                           | Stade Den Dreef, Louvain, Belgique                      | Biélorussie                            | V 8 - 0                                | Éliminatoires de la Coupe du monde 2022 | Club Bruges KV                         | Titulaire et buteur.                                                   |
| 10                                     | 6 juin 2021                            | Stade Roi Baudouin, Bruxelles, Belgique                 | Croatie                                | V 1 - 0                                | Match amical                            | Club Bruges KV                         | Entre en jeu à la place de Dries Mertens à la 68e minute de jeu.       |
| 11                                     | 21 juin 2021                           | Gazprom Arena, Saint-Pétersbourg, Russie                | Finlande                               | V 2 - 0                                | Euro 2020                               | Club Bruges KV                         | Entre en jeu à la place de Kevin De Bruyne à la 91e minute de jeu.     |
| 12                                     | 2 septembre 2021                       | A. Le Coq Arena, Tallinn, Estonie                       | Estonie                                | V 5 - 2                                | Éliminatoires de la Coupe du monde 2022 | Club Bruges KV                         | Titulaire et buteur.                                                   |
| 13                                     | 5 septembre 2021                       | Stade Roi Baudouin, Bruxelles, Belgique                 | Tchéquie                               | V 3 - 0                                | Éliminatoires de la Coupe du monde 2022 | Club Bruges KV                         | Titulaire, remplacé par Dodi Lukebakio à la 81e minute de jeu.         |
| 14                                     | 7 octobre 2021                         | Juventus Stadium, Turin, Italie                         | France                                 | D 2 - 3                                | Ligue des nations 2020-2021             | Club Bruges KV                         | Entre en jeu à la place de Youri Tielemans à la 70e minute de jeu.     |
| 15                                     | 10 octobre 2021                        | Juventus Stadium, Turin, Italie                         | Italie                                 | D 1 - 2                                | Ligue des nations 2020-2021             | Club Bruges KV                         | Titulaire.                                                             |
| 16                                     | 13 novembre 2021                       | Stade Roi Baudouin, Bruxelles, Belgique                 | Estonie                                | V 3 - 1                                | Éliminatoires de la Coupe du monde 2022 | Club Bruges KV                         | Titulaire.                                                             |
| 17                                     | 16 novembre 2021                       | Cardiff City Stadium, Cardiff, Pays de Galles           | Pays de Galles                         | N 1 - 1                                | Éliminatoires de la Coupe du monde 2022 | Club Bruges KV                         | Titulaire.                                                             |
| 18                                     | 26 mars 2022                           | Aviva Stadium, Dublin, Irlande                          | République d'Irlande                   | N 2 - 2                                | Match amical                            | Club Bruges KV                         | Titulaire et buteur.                                                   |
| 19                                     | 29 mars 2022                           | Lotto Park, Bruxelles, Belgique                         | Burkina Faso                           | V 3 - 0                                | Match amical                            | Club Bruges KV                         | Titulaire et buteur, remplacé par Orel Mangala à la 78e minute de jeu. |
| 20                                     | 3 juin 2022                            | Stade Roi Baudouin, Bruxelles, Belgique                 | Pays-Bas                               | D 1 - 4                                | Ligue des nations 2022-2023             | Club Bruges KV                         | Titulaire, remplacé par Amadou Onana à la 46e minute de jeu.           |
| 21                                     | 14 juin 2022                           | Stade national, Varsovie, Pologne                       | Pologne                                | V 1 - 0                                | Ligue des nations 2022-2023             | Club Bruges KV                         | Entre en jeu à la place de Axel Witsel à la 46e minute de jeu.         |
| 22                                     | 22 septembre 2022                      | Stade Roi Baudouin, Bruxelles, Belgique                 | Pays de Galles                         | V 2 - 1                                | Ligue des nations 2022-2023             | Club Bruges KV                         | Entre en jeu à la place de Youri Tielemans à la 75e minute de jeu.     |
| 23                                     | 18 novembre 2022                       | Stade international Jaber Al-Ahmad (en), Koweït, Koweït | Égypte                                 | D 1 - 2                                | Match amical                            | Club Bruges KV                         | Titulaire, remplacé par Youri Tielemans à la 46e minute de jeu.        |
| 24                                     | 20 mars 2025                           | Stade Enrique-Roca de Murcie, Murcie, Espagne           | Ukraine                                | D 1 - 3                                | Ligue des nations 2024-2025             | Club Bruges KV                         | Entre en jeu à la place de Kevin De Bruyne à la 70e minute de jeu.     |
| 25                                     | 23 mars 2025                           | Cegeka Arena, Genk, Belgique                            | Ukraine                                | V 3 - 0                                | Ligue des nations 2024-2025             | Club Bruges KV                         | Titulaire.                                                             |
| 26                                     | 6 juin 2025                            | Stade national Toše-Proeski, Skopje, Macédoine du Nord  | Macédoine du Nord                      | N 1 - 1                                | Éliminatoires de la Coupe du monde 2026 | Club Bruges KV                         | Titulaire, remplacé par Amadou Onana à la 56e minute de jeu.           |

### Buts internationaux
| Buts internationaux de Hans Vanaken, | Buts internationaux de Hans Vanaken, | Buts internationaux de Hans Vanaken, | Buts internationaux de Hans Vanaken, | Buts internationaux de Hans Vanaken, | Buts internationaux de Hans Vanaken,    | Buts internationaux de Hans Vanaken, | Buts internationaux de Hans Vanaken, | Buts internationaux de Hans Vanaken, | Buts internationaux de Hans Vanaken, |
| #                                    | Date                                 | Lieu                                 | Adversaire                           | Résultat                             | Compétition                             | Détail                               | Détail                               | Détail                               | Cape                                 |
| ------------------------------------ | ------------------------------------ | ------------------------------------ | ------------------------------------ | ------------------------------------ | --------------------------------------- | ------------------------------------ | ------------------------------------ | ------------------------------------ | ------------------------------------ |
| 1                                    | 30 mars 2021                         | Stade Den Dreef, Louvain, Belgique   | Biélorussie                          | V 8 - 0                              | Éliminatoires de la Coupe du monde 2022 | 17e                                  | du pied droit                        | 2-0                                  | 9e                                   |
| 2                                    | 30 mars 2021                         | Stade Den Dreef, Louvain, Belgique   | Biélorussie                          | V 8 - 0                              | Éliminatoires de la Coupe du monde 2022 | 89e                                  | du pied droit                        | 8-0                                  | 9e                                   |
| 3                                    | 2 septembre 2021                     | A. Le Coq Arena, Tallinn, Estonie    | Estonie                              | V 5 - 2                              | Éliminatoires de la Coupe du monde 2022 | 22e                                  | de la tête                           | 1-1                                  | 12e                                  |
| 4                                    | 26 mars 2022                         | Aviva Stadium, Dublin, Irlande       | République d'Irlande                 | N 2 - 2                              | Match amical                            | 58e                                  | de la tête                           | 1-2                                  | 18e                                  |
| 5                                    | 29 mars 2022                         | Lotto Park, Bruxelles, Belgique      | Burkina Faso                         | V 3 - 0                              | Match amical                            | 16e                                  | de la tête                           | 1-0                                  | 19e                                  |

## Palmarès

### En club
|  |  | Lommel United - Championnat de Belgique de deuxième division : - Vice-champion : 2010 et 2011. |  | KSC Lokeren - Coupe de Belgique (1) : - Vainqueur : 2014. - Supercoupe de Belgique : - Finaliste : 2014. |  | Club Bruges KV - Championnat de Belgique (6) : - Champion : 2016, 2018, 2020, 2021, 2022 et 2024. - Vice-champion : 2017, 2019 et 2025. - Coupe de Belgique (1) : - Vainqueur : 2025. - Finaliste : 2016 et 2020. - Supercoupe de Belgique (5) : - Vainqueur : 2016, 2018, 2021, 2022 et 2025. - Finaliste : 2015 et 2024. |

### En sélections nationales
|  |  | Belgique - Ligue des nations : - Quatrième : 2021. |

### Distinctions personnelles
Il est élu Footballeur pro de l'année en 2018 et 2019 et Soulier d'or belge en 2018, 2019 et 2024.